# Északnyugati Gazdasági Körzet

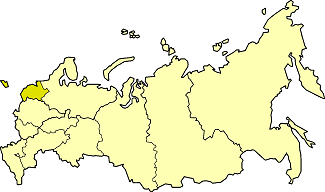
Az Északnyugati Gazdasági Körzet fekvése

Az Északnyugati Gazdasági Körzet (orosz nyelven: Северо-Западный экономический район, Szevero-Zapadnij ekonomicseszkij rajon), Oroszország 11 gazdasági körzetének egyike.
1963-tól az Északi Gazdasági Körzethez tartozott, 1983-tól ismét önálló gazdasági körzet.
Oroszország területének csupán alig több mint 1%-ára terjed ki, de itt él az ország népességének 5,4%-a. A körzet lakosságának több mint fele Szentpéterváron összpontosul.
Az Oroszországi Föderáció alábbi szubjektumai alkotják:
1. Leningrádi terület
2. Novgorodi terület
3. Pszkovi terület
4. Szentpétervár
5. Hagyományosan a körzethez sorolják a Kalinyingrádi területet is, bár ott különleges gazdasági övezetet alakítottak ki.

## Földrajzi áttekintés
Az Északnyugati Gazdasági Körzet az európai országrész Balti-tengerhez közeli vidékét, illetve részben partvidékét foglalja el. Finnországgal, Észtországgal, Lettországgal és Belaruszszal határos, Oroszországban az Északi és a Központi Gazdasági Körzettel érintkezik.
Domborzata jellegzetes alacsony, lapos felszínű alföld, melynek délen a Valdaj-hátság egy része nyúlik be területére. Jelentősebb folyói a Néva és a Volhov, számos állóvize közül legnagyobbak az Ilmeny-, a részben Észtországhoz tartozó Csud- és északon a Karéliához is tartozó Ladoga-tó.
Éghajlata hűvös kontinentális. A Balti-tenger éghajlatmódosító hatására nyáron mérséklődik a nagy meleg, télen pedig az enyhébb áramlatok mérséklik az északról és keletről érkező hideg légtömegeket.

## Gazdaság
A körzetben kevés a nyersanyag és az energia. Az ásványkincsek közül számottevő mennyiségű a pala (Szlanci városnál, mely a paláról, - oroszul szlanec - kapta nevét), a bauxit (Tyihvin), tőzeg és foszforit (Kingiszepp).
A kitermelt bauxitra épült a timföldgyártás Bokszitogorszban, aluminiumot állítanak elő Volhovban.
A gazdaság vezető ága a fémfeldolgozó- és gépipar, a gépgyártás központja Szentpétervár és környéke. Az iparvállalatok nyersanyag- és energiaszükségleteit az Északi Gazdasági Körzet (szén, olaj) és az Urál mellékéről érkező földgáz fedezi. Szentpéterváron nagyvállalataiban szerszámgépeket, vasúti- és metrókocsikat, mezőgazdasági gépeket és traktorok állítanak elő. A város hajógyárában többek között jégtörőket, atom meghajtású tengerjárókat készítenek. A szakképzett munkaerőt igénylő ágazatok: műszergyártás, elektronikai és elektrotechnikai ipar (erőművi turbinák gyártása). Az iparvállalatok sokasága mellett a gazdaságban is fontos tényező a felsőoktatási intézmények, tudományos és kutatóintézetek nagy száma.
A vegyipar a körzetbe érkező nyersanyagokra, kőolajra és földgázra épült. Itteni ágazatai a  festékgyártás, a  szintetikus szálak és műanyagok gyártása, a gyógyszeripar. Kirisiben kőolajfeldolgozó Velikij Novgorodban nitrogénműtrágya gyár üzemel. A könnyűipar központja Szentpétervár mellett Velikije Luki, Pszkov és Velikij Novgorod, utóbbiakban különösen a lenfeldolgozás.
A mezőgazdaság vezető ágazata az állattenyésztés, főként a szarvasmarha tartás. A nagyvárosok körül kialakult kisebb-nagyobb gazdaságok, sertés- és baromfitelepek a körzeten belüli piacra termelnek, de a városi fogyasztásnak csak egy részét képesek fedezni. A gyenge talajok miatt a növénytermesztés háttérbe szorul; a gabonatermesztésen kívül a Pszkovi és a Novgorodi területen a lentermelésnek van hagyománya. A Balti-tengeri halászat és halfeldolgozás oroszországi központja Kalinyingrád.
A Néva deltájában fekvő Szentpétervár az ország második legnagyobb városa, több mint két évszázadon át Oroszország fővárosa volt. Kikötője kulcsfontosságú az ország külkereskedeleme, benne az Európai Unió országaival folytatott kereskedelem szempontjából is. Számos vasúti fővonal kiinduló-, illetve végpontja, Moszkvával a legkorszerűbb vasútvonal köti össze. Műemlékei, kulturális intézményei révén a város az országba irányuló idegenforgalom kiemelt célpontja.

## Lásd még
- Oroszország közigazgatási beosztása